# Salată de boeuf

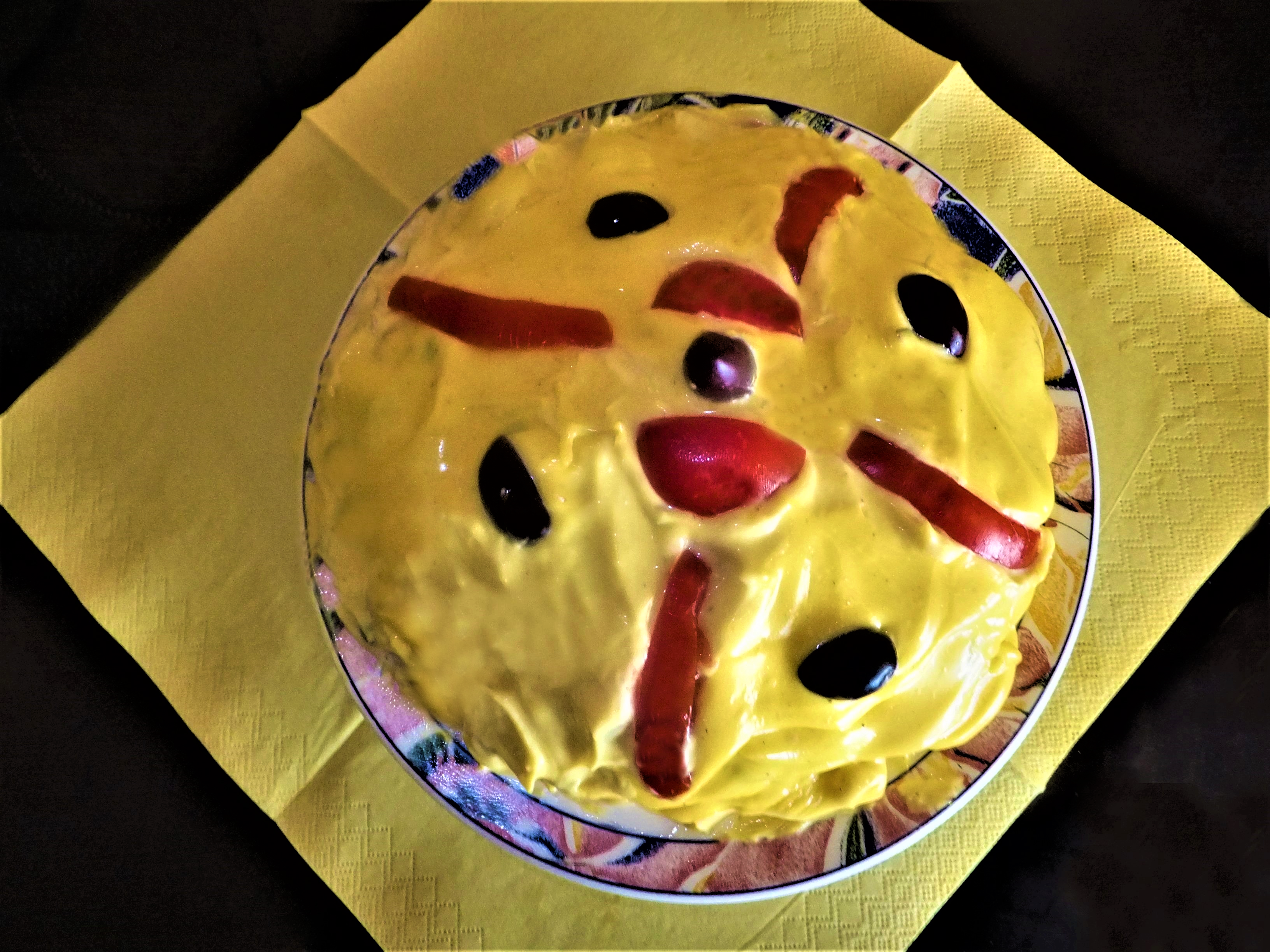
Salată de boeuf

Salata de boeuf  este o mâncare  populară în România asemănătoare cu salata Olivier. Este adesea servită ca felul întâi în ocazii festive sau ca "entrée". Salata de boeuf cuprinde morcovi, mazăre, fasole verde, cartofi, carne de vită cu toate fierte, precum  castraveți murați și, unde este nevoie, tăiate în cubulețe, fiind legate cu maioneză. Se ornează cu maioneză, măsline negre (opționale), mărar, castraveți si gogoșari murați.

## Istoric
Salata originală a fost pentru prima dată preparată în anul 1860 de bucătarul belgian Lucien Olivier, sub denumirea franceză de salade de gibier, la restaurantul Ermitaj (Эрмитаж), unul dintre cele mai mari restaurante din Moscova. Rețeta originală a fost păstrată secretă și s-a pierdut în anul 1905 când restaurantul Ermitaj și-a închis porțile. Se știe doar că rețeta cuprindea delicatese scumpe, carne de vânat, raci și mazăre. După 1905, numeroși bucătari din tot estul Europei au inventat rețete asemănătoare, dar înlocuind ingredientele originale cu altele mai ieftine, precum carnea de pui sau de vită (în franceză boeuf însemnând „vită”). Aceste variante de salate, cu diverse nume, au devenit un fel de mâncare foarte comun în diferite țări precum Rusia, Ucraina, Polonia sau România, schimbându-și rețeta în funcție de alimentele folosite în gastronomia regională. 

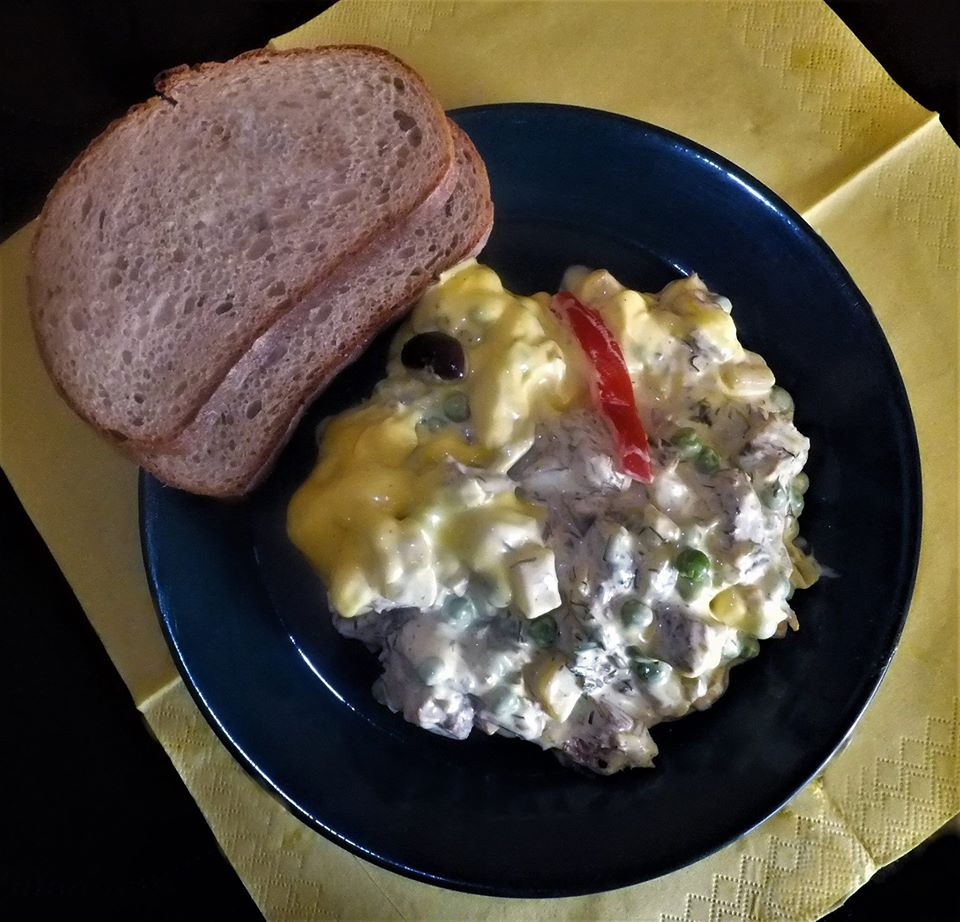
Salată de boeuf, porție

## Compoziție
Salata de boeuf românească actuală, numită din ce în ce mai frecvent salată „Boeuf”, este formată din mazăre, morcovi, cartofi și carne sau organe (ex. inimă de vită) fierte și apoi tăiate cubulețe, la care se adaugă castraveți murați si/sau gogoșari murati tăiați cubulețe. Această compoziție se înglobează apoi în maioneză și se ornează.
1. ↑  „bunica.md — Salata Olivier”. bunica.md. Accesat în 21 februarie 2023.
2. ↑  „Cine a inventat salata de boeuf și care e cea mai bună rețetă | Realitatea de Buzau”. realitateadebuzau.net. Accesat în 21 februarie 2023.